# Sant Martí de Berén
Sant Martí de Berén és una església del municipi de les Valls d'Aguilar protegida com a bé cultural d'interès local.

## Descripció
La parròquia de Berhen és esmentada a l'acta de consagració de la Seu d'Urgell. Hi ha diferents dates en què apareix documentat el lloc de Berén. El 1030 es produeix una donació de terres. Ramon d'Urgell en el seu testament (1113) deixa a la seva esposa les terres que tenia a Berén. Aquesta població està vinculada als comtes de Castellbò. A inicis del segle xvi Berén pertanyia a la batllia de la vall d'Aguilar, del quarter de Castellbò i la seva jurisdicció pertanyia plenament al comte de Castellbò.
Als anys 1312 i 1314 l'església de Sant Martí fou visitada per manament de l'arquebisbe de Tarragona. Aquesta església també apareix llibre de la dècima del bisbat d'Urgell del 1391. De l'església de Sant Martí de Berén depenia les esglésies d'Argestues i Miravall. L'actual església de Berén, dedicada a Sant Antoni Abat, situada dins de la població, està supeditada a la de Noves de Segre.

## Història
L'església de Sant Martí de Berén és actualment un edifici ruïnós i embardissat, cosa que priva de saber exactament com era. Es tracta d'una església d'una sola nau. No es conserva la coberta, que probablement era de fusta i la major part de la façana sud, on hi devia haver la porta també ha desaparegut. La nau és capçada a llevant per un absis semicircular precedit d'un arc presbiteral. Aquest presenta una finestra de doble esqueixada. Hi ha dues finestres més de característiques semblants. Pel que fa al parament, al sector occidental l'aparell és de carreu irregular força ordenat, i el sector oriental, on hi ha l'absis la disposició dels carreus és menys ordenada. L'edifici inicial es podria datar al segle xi i possiblement fou reformat al segle xii moment en què es devia substituir la capçalera. La localització de l'església en un turó al capdamunt del poble fa que aquesta tingui una importància determinant en el paisatge de Berén.